# Litoria brevipalmata
Litoria brevipalmata és una espècie de granota que habita a des de Queensland fins a Nova Gal·les del Sud (Austràlia).